# Libythea cinyras
Libythea cinyras är en fjärilsart som beskrevs av Henry Trimen 1866. Libythea cinyras ingår i släktet Libythea och familjen praktfjärilar. IUCN kategoriserar arten globalt som utdöd. Inga underarter finns listade i Catalogue of Life.